# Ternana Calcio 1982-1983
Questa voce raccoglie le informazioni riguardanti la Ternana Calcio nelle competizioni ufficiali della stagione 1982-1983.

## Stagione
Nella stagione 1982-1983 la Ternana disputa il girone B del campionato di Serie C1, con 30 punti raccolti ottiene la salvezza grazie alla differenza reti favorevole, rispetto a Livorno e Reggina che con gli stessi punti retrocedono in Serie C2 con Paganese e Nocerina già retrocesse. Il mantenimento della categoria è stato ottenuto grazie al successo (0-2) raccolto a Rende nell'ultima giornata del torneo. Nel corso della stagione si sono avvicendati due allenatori, Corrado Viciani dalla 1ª alla 7ª giornata, dalla 8ª giornata Romano Mattè fino alla 14ª giornata, poi è stato richiamato Corrado Viciani fino al termine del torneo a lieto fine.
Miglior marcatore stagionale delle fere Silvio Paolucci con 10 reti, delle quali 1 in Coppa Italia e 9 in campionato. Nella Coppa Italia di Serie C la Ternana disputa prima del campionato il girone R che qualifica il Banco di Roma per i sedicesimi di finale della manifestazione.

## Rosa
| N. |                   | Ruolo | Calciatore            |
| -- | ----------------- | ----- | --------------------- |
| -  | Italia (bandiera) | C     | Pasqualino Borsellino |
| -  | Italia (bandiera) | A     | Danilo Canneori       |
| -  | Italia (bandiera) | D     | Cosimo Corallo        |
| -  | Italia (bandiera) | D     | Giuseppe Erba         |
| -  | Italia (bandiera) | D     | Walter Grezzani       |
| -  | Italia (bandiera) | P     | Roberto Incontri      |
| -  | Italia (bandiera) | C     | Gaetano Longo         |
| -  | Italia (bandiera) | A     | Claudio Lovison       |
| -  | Italia (bandiera) | C     | Erasmo Lucido         |
| -  | Italia (bandiera) | D     | Walter Malerba        |
| -  | Italia (bandiera) | C     | Paolo Mazzeni         |

| N. |                   | Ruolo | Calciatore           |
| -- | ----------------- | ----- | -------------------- |
| -  | Italia (bandiera) | C     | Enzo Mocellin        |
| -  | Italia (bandiera) | C     | Ennio Ori            |
| -  | Italia (bandiera) | A     | Silvio Paolucci      |
| -  | Italia (bandiera) | A     | Amerigo Paradiso     |
| -  | Italia (bandiera) | C     | Nicola Peragine      |
| -  | Italia (bandiera) | P     | Angelo Pizzetti      |
| -  | Italia (bandiera) | D     | Gabriele Ratti       |
| -  | Italia (bandiera) | D     | Luigi Russo          |
| -  | Italia (bandiera) | P     | Francesco Stillitano |
| -  | Italia (bandiera) | C     | Mirko Torri          |
| -  | Italia (bandiera) | C     | Raffaello Vernacchia |

## Risultati

### Campionato

#### Girone di andata
| Arbitro: | Damiani (Ascoli Piceno) |

|                                            |           |                     |
| Borsellino 30’ (rig.) Ori 72’ Paolucci 87’ | Marcatori | 89’ (rig.) Scarrone |

| Arbitro: | Gava (Conegliano) |

|                  |           |              |
| Bozzi 89’ (rig.) | Marcatori | 79’ Mocellin |

| Arbitro: | Luci (Firenze) |

|              |           |                              |
| Mocellin 57’ | Marcatori | 23’ Dalla Costa 86’ Lombardi |

| Arbitro: | Ronchetti (Modena) |

|             |           |  |
| Delneri 73’ | Marcatori |  |

| Arbitro: | Basile (Siracusa) |

|                   |           |                     |
| Grassi 41’ (rig.) | Marcatori | 20’ (rig.) Paolucci |

| Arbitro: | Ongaro (Rovigo) |

|              |           |              |
| Paolucci 41’ | Marcatori | 14’ Esposito |

| Arbitro: | Baroni (Macerata) |

|                                       |           |                     |
| Beccaria 6’ Scarabelli 8’ Corsini 41’ | Marcatori | 63’ (rig.) Paolucci |

| Terni 7 novembre 1982 8ª giornata | Ternana        | 0 – 0 | Reggina | Stadio Libero Liberati\| Arbitro: \| Boschi (Parma) \| |
| Arbitro:                          | Boschi (Parma) |       |         |                                                        |

| Arbitro: | Scevola (Milano) |

|                                           |           |  |
| Perissinotto 21’ Telesio 45’ Ballarin 78’ | Marcatori |  |

| Terni 21 novembre 1982 10ª giornata | Ternana            | 0 – 0 | Anconitana | Stadio Libero Liberati\| Arbitro: \| Fabricatore (Roma) \| |
| Arbitro:                            | Fabricatore (Roma) |       |            |                                                            |

| Arbitro: | Novi (Pisa) |

|  |           |                        |
|  | Marcatori | 43’ Truddaiu 53’ Conte |

| Arbitro: | Gabbrielli (Prato) |

|                                          |           |              |
| Bertnato 14’ Biagini 56’ V. Chimenti 61’ | Marcatori | 58’ Peragine |

| Arbitro: | Coppetelli (Tivoli) |

|  |           |                |
|  | Marcatori | 15’ Del Favero |

| Arbitro: | Scalise (Bologna) |

|              |           |  |
| Raffaele 64’ | Marcatori |  |

| Arbitro: | Lussana (Bergamo) |

|             |           |              |
| Corallo 56’ | Marcatori | 79’ Sorbello |

| Arbitro: | D'Innocenzo (Roma) |

|                     |           |             |
| Casaroli 48’ (rig.) | Marcatori | 37’ Lovison |

| Arbitro: | Amendolia (Messina) |

|              |           |             |
| Paolucci 41’ | Marcatori | 5’ G. Mauro |

#### Girone di ritorno
| Arbitro: | Galbiati (Monza) |

|                              |           |                       |
| Cardinali 62’ Salvi 69’, 90’ | Marcatori | 15’ (rig.) Borsellino |

| Arbitro: | Albertini (Voghera) |

|                |           |  |
| Borsellino 20’ | Marcatori |  |

| Arbitro: | Frigerio (Milano) |

|              |           |  |
| F. Galli 55’ | Marcatori |  |

| Arbitro: | Baldini (Piacenza) |

|                         |           |  |
| Mazzeni 6’ Paolucci 44’ | Marcatori |  |

| Arbitro: | Dalfovo (Trento) |

|                                     |           |            |
| Erba 34’ Corallo 76’ Borsellino 89’ | Marcatori | 30’ Bortot |

| Arbitro: | Dall'Oca (Abbiategrasso) |

|                           |           |  |
| Calonaci 46’ Esposito 52’ | Marcatori |  |

| Arbitro: | Ongaro (Rovigo) |

|                               |           |  |
| Vernacchia 28’ Borsellino 70’ | Marcatori |  |

| Reggio Calabria 20 marzo 1983 25ª giornata | Reggina               | 0 – 0 | Ternana | Stadio Comunale\| Arbitro: \| Vecchiatini (Bologna) \| |
| Arbitro:                                   | Vecchiatini (Bologna) |       |         |                                                        |

| Arbitro: | Gava (Conegliano) |

|                                              |           |                       |
| Vinti 15’ (aut.) Peragine 39’ Borsellino 89’ | Marcatori | 31’ (aut.) Borsellino |

| Ancona 10 aprile 1983 27ª giornata | Anconitana     | 0 – 0 | Ternana | Stadio Dorico\| Arbitro: \| Luci (Firenze) \| |
| Arbitro:                           | Luci (Firenze) |       |         |                                               |

| Arbitro: | Creati (Acireale) |

|           |           |              |
| Conte 13’ | Marcatori | 32’ Mocellin |

| Terni 1º maggio 1983 29ª giornata | Ternana            | 0 – 0 | Taranto | Stadio Libero Liberati\| Arbitro: \| D'Innocenzo (Roma) \| |
| Arbitro:                          | D'Innocenzo (Roma) |       |         |                                                            |

| Arbitro: | Baldini (Piacenza) |

|                            |           |  |
| Del Favero 46’ Zaccaro 92’ | Marcatori |  |

| Arbitro: | Gava (Conegliano) |

|                                                |           |  |
| Paradiso 30’ Borsellino 75’ (rig.) Mazzeni 84’ | Marcatori |  |

| Napoli 22 maggio 1983 32ª giornata | Campania                    | 0 – 0 | Ternana | Stadio San Paolo\| Arbitro: \| Pellicanò (Reggio Calabria) \| |
| Arbitro:                           | Pellicanò (Reggio Calabria) |       |         |                                                               |

| Arbitro: | Marascia (Roma) |

|                                          |           |                                                |
| Lucido 5’ Paolucci 15’, 52’ Mocellin 24’ | Marcatori | 51’ La Rosa 54’ (rig.) Alivernini 59’ Casaroli |

| Arbitro: | Ramacci (Latina) |

|  |           |                          |
|  | Marcatori | 14’ Paolucci 25’ Lovison |

### Coppa Italia

#### Girone R
| Arbitro: | Tuveri (Cagliari) |

|                |           |  |
| Castellani 13’ | Marcatori |  |

| Arbitro: | Betti (Siena) |

|             |           |  |
| Corallo 87’ | Marcatori |  |

| Civitavecchia 29 agosto 1982 3ª giornata | Civitavecchia               | 0 – 0 | Ternana | Stadio Comunale\| Arbitro: \| Pellicanò (Reggio Calabria) \| |
| Arbitro:                                 | Pellicanò (Reggio Calabria) |       |         |                                                              |

| Terni 1º settembre 1982 4ª giornata | Ternana         | 0 – 0 | Banco di Roma | Stadio Libero Liberati\| Arbitro: \| Giannoni (Jesi) \| |
| Arbitro:                            | Giannoni (Jesi) |       |               |                                                         |

| Foligno 5 settembre 1982 5ª giornata | Foligno          | 0 – 0 | Ternana | Stadio Comunale\| Arbitro: \| Ramacci (Latina) \| |
| Arbitro:                             | Ramacci (Latina) |       |         |                                                   |

| Arbitro: | Pozzati (Alghero) |

|                          |           |  |
| Polucci 72’ Canneori 79’ | Marcatori |  |